# ヴィーチャシ級コルベット
ヴィーチャシ級コルベット(ロシア語:Корветы типа «Витязь»カルヴィェートィ・チーパ・ヴィーチェスィ)は、ロシア帝国で建造されたスクリューコルベット(Винтовой корвет)である。のち、一等巡洋艦(Крейсер I ранга)に類別された。その構造上、ロシアで最初の防護巡洋艦(Бронепалубный крейсер)であり、一方で帆を併用する最後のロシア製巡洋艦となった。鋼製の船体をもつ、ロシア最初の鋼鉄船のひとつである。同型艦はネームシップのヴィーチャシとルィーンダの2 隻で、艦名はともに先代のスクリューコルベットから受け継いだもの。

## 概要

### 建造
19世紀末、ロシア海軍管轄官庁はほとんどすべての資金を装甲巡洋艦の建造に費やした。最初の防護巡洋艦となったのが、国産のヴィーチャシ級コルベット2 隻であった。
ヴィーチャシ級コルベットに対する設計要求は、1882年当時海軍省長官であったイヴァン・シェスタコーフの見解に基づいて作成された。海事技術委員会では、レオニート・チェーメチュキン退役大佐と、1881年にサンクトペテルブルクで設立されたフランコ＝ルースキイ工場のフランス人代表技師P・K・デュ・ビュイが中心となって計画が推進された。最終的に、この計画は承認を受けた。
2 隻のコルベット建造に関する契約は、1883年7月24日に締結された。監督官には、レオンチエフ技術佐官が就任した。2 隻は1883年中にフランコ＝ルースキイ工場のガレールヌイ・オストロヴォーク造船所(ガレー小島造船所)で起工した。その後、シェスタコーフはコルベットの機関室とボイラー室上部に1 - 2 inの鋼製甲板を追加するよう要求を加えた。1883年12月10日には、この作業のための追加契約が締結された。船体重量増加の代償として燃料の石炭搭載量の減少が余儀なくなり、その結果航続距離が減少した。
計画の作り直しは繰り返され、内部配置や武装の数と口径は幾度か変更を受けた。負担過重を減らすため、マストはロシア帝国海軍で初めて木製ではなく鋼製のものが装備された。

### 活動
2 隻のヴィーチャシ級コルベットはともに1886年には竣工し、バルト艦隊へ編入された。2 隻は、ともにしばしば太平洋方面の探索に使用された。1892年2月1日に海軍で新しい類別が採用されると、ヴィーチャシ級は新たに制定された一等巡洋艦に類別を変更された。
ヴィーチャシは1893年4月に海難事故によって沈没し、残ったルィーンダはロシア革命後に除籍・解体された。

### 評価
1番艦ヴィーチャシの艦長として太平洋を探索したステパン・マカロフは、航洋性はあまりよくなく、速力・機関出力ともに3000 tクラスの「非」装甲艦船に見合った惨めなものであると評価している。